# Accademia Nazionale delle Scienze
L'Accademia Nazionale delle Scienze detta dei XL, en català Acadèmia Nacional de la Ciència dita dels XL, és l'acadèmia italiana de les ciències.
El matemàtic i enginyer hidràulic Antonio Maria Lorgna el 1782 fundà a Verona, aleshores República de Venècia, la "Societat Italiana", que reuní els quaranta científics més famosos de tot Itàlia, aleshores fragmentada en diferents estats, entre ells Alessandro Volta, Lazzaro Spallanzani, Joseph-Louis Lagrange i Ruđer Josip Bošković. La societat des del principi fou coneguda com "la societat dels quaranta" (detta dei XL, 'dita dels 40').
El mateix any 1782, Lorgna publicà el primer número de les Memòries Acadèmiques, en el prefaci de les quals indicava que "el desavantatge d'Itàlia és que té les seves forces desunides" i que, per unir-les, era necessari "associar les cognicions i la treball de molts distingits italians separats". En aquestes paraules ja hi ha el programa de la futura Societat i el seu significat polític i patriòtic: "tot italià alfabetitzat", que ja no és una acadèmia piemontesa, llombarda, veneciana o de dues Sicílies, sinó una acadèmia italiana.
La Societat XL s'establí ràpidament i en pocs anys es considerà l'únic representant de la ciència italiana: Federic el Gran, rei de Prússia i acadèmies estrangeres d'arreu d'Europa i dels Estats Units d'Amèrica, forjaren relacions amb ella. Segons els seus Estatuts, el domicili de la companyia era la del seu president i, sent Lorgna veronès, la primera seu de l'Acadèmia fou a Verona. Després de la mort de Lorgna, la Societat XL passà a anomenar-se Societat Italiana de Ciències dita XL. Es traslladà primer a Milà, després a Mòdena i, finalment a Roma, el 1875, després de la proclamació de Roma com la capital d'Itàlia. El 1949 prengué el nom de l'Acadèmia Nacional dels XL i el 1979 es convertí en la "Acadèmia Nacional de Ciències dita dels XL".
Han sigut membres de l'Acadèmia els més grans estudiosos de la ciència italiana: Volta, Spallanzani, Ruffini, Dini, Pacinotti, Avogadro, Cotugno, Marotta, Scacchi, Cannizzaro, Volterra, Severi, Corbino, Amaldi, Marini Bettolo, Scarascia Mugnozza, per citar alguns. Set dels seus membres nacionals reberen el premi Nobel: Marconi, Golgi, Fermi, Natta, Bovet, Rubbia i Levi-Montalcini. Al costat dels socis italians, des de la seva fundació, Lorgna havia previst una classe de dotze membres estrangers, actualment són 25. Durant dos segles, hi ha hagut fins a 174 científics de tot el món amb alguns dels més prestigiosos de la ciència mundial: Bohr, Einstein, Franklin, Humboldt, Liebig, Mendeléiev, Pasteur, Perutz, Röntgen i Salam, entre d'altres.